# آرتورو ریس
آرتورو ریس (اسپانیایی: Arturo Reyes‎؛ زادهٔ ۸ آوریل ۱۹۶۹) بازیکن و مربی فوتبال اهل کلمبیا است.